# Castillon-Debats
 Castillon-Debats  (en occitano Castilhon de Vaths) es una población y comuna francesa, ubicada en la región de Mediodía-Pirineos, departamento de Gers, en el distrito de Auch y cantón de Vic-Fezensac.

## Demografía
| 491 | 432 | 371 | 377 | 348 | 301 |
| Para los censos de 1962 a 1999 la población legal corresponde a la población sin duplicidades (Fuente: INSEE [Consultar]) |     |     |     |     |     |